# Avard Moncur
Avard Moncur (ur. 2 listopada 1978 w Nassau) – bahamski lekkoatleta, sprinter, wicemistrz olimpijski w sztafecie 4 x 400 m z Pekinu oraz brązowy medalista olimpijski z Sydney w tej samej konkurencji. Jest wielokrotnym medalistą mistrzostw świata. W 2001 roku na mistrzostwach świata w Edmonton zdobył złote medale na dystansie 400 m i w sztafecie 4 x 400 metrów. Na kolejnych mistrzostwach świata w Paryżu wywalczył brązowy medal w sztafecie 4 x 400 m. Na mistrzostwach świata w 2005 roku w Helsinkach i Mistrzostwach świata w Osace wywalczył wicemistrzostwo świata w sztafecie.
W swoim dorobku ma również medale innych wielkich imprez sportowych, m.in.:
- igrzysk panamerykańskich (2007)
- igrzysk wspólnoty narodów (2002)
- igrzysk dobrej woli (2001)

## Rekordy życiowe
- bieg na 400 metrów – 44,45 (2001) były rekord Bahamów, Moncur jest także byłym rekordzistą kraju w sztafecie 4 x 400 metrów (do 2:57,32 w 2005)